# جمهوریت (روزنامه چاپ استانبول)
جمهوریت (به ترکی استانبولی: Cumhuriyet) از مهم‌ترین روزنامه‌های ترکیه و از تریبون‌های اصلی نیروهای لائیک و طرفدار مصطفی کمال آتاتورک است. روزنامه جمهوریت، منتقد سرسخت سیاست‌های اسلام‌گرایانه در ترکیه است.

## جنجال‌ها
روزنامه جمهوریت در شماره ویژه‌ای در واکنش به تیراندازی در دفتر شارلی ابدو و در حمایت از آزادی بیان، اقدام به بازنشر کاریکاتورهای هفته‌نامه فرانسوی شارلی ابدو از جمله کاریکاتوری از محمد، پیامبر اسلام کرد.